# Terma
Terma zijn in de religieuze traditie zogenaamde verborgen schatten, religieuze leren, rituele voorwerpen en relikwieën uit het Tibetaans boeddhisme die bewust werden verborgen om ze enkele honderden jaren te bewaren, om teruggevonden te worden door een tertön.
Jamgon Kongtrül Lodrö Thaye's geschrift De kostbare krans van lapis lazuli brengt een overzicht bijeen van de biografieën van 108 belangrijke tertönen. Het ontdekken van een terma vond tot nog in de 20e eeuw plaats.

## In de religieuze traditie
Padmasambhava, ook wel Goeroe Rinpoche, en leerlingen die dicht bij hem stonden verstopten in de 9e eeuw een groot aantal religieuze zaken om ze te behoeden voor de vernietiging tijdens vervolgingen van boeddhisme aan het eind van het 1e millennium.
Zo ontstonden er twee soorten van overdracht: de lange overdrachtsmethode van meester op leerling in een ononderbroken lijn en de korte overdrachtslijn van de verborgen schatten (terma). De verstopte terma's werden later door meesters, tertön genoemd, met bijzondere vaardigheden teruggevonden en aan hun leerlingen overgedragen. De terma's verschillen in soort: aarde (sa gter), geest (dgongs gter) en puur visioen (dag snang).
De tertönen worden vaak als incarnatie van een van de vijfentwintig hoofdleerlingen van Goeroe Rinpoche gezien. Op deze manier ontstond een veelzijdig systeem van overdrachtslijnen die vooral in de nyingmascholen steeds opnieuw zorgden voor vervangende verse leer.

## Historische context

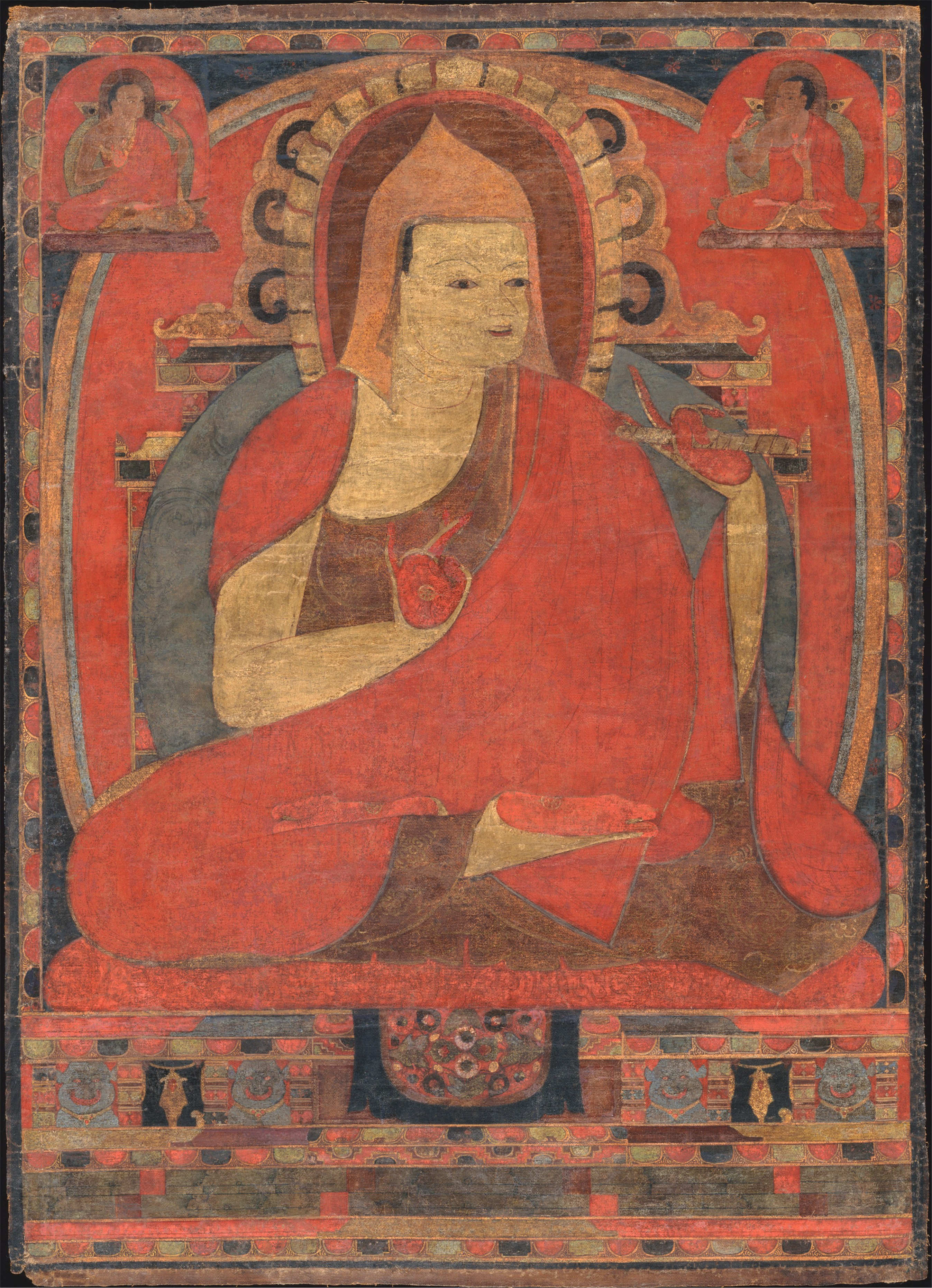
Atisha

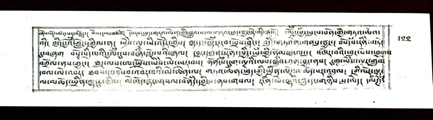
Pagina uit het bönpo-dodenboek

Tibetologen als Matthew Kapstein, Per Kværne en Donald Sewell Lopez jr. zetten de hausse van het vinden van terma in de periode van vooral globaal 1050-1350 in de context van de boeddhistische renaissance, de tweede verspreiding van het boeddhisme in Tibet die Sarma wordt genoemd.
Dat was een periode dat veel Indiase meesters, zoals Atisha naar Tibet reisden om daar het geloof uit te dragen. In dezelfde periode reisden veel Tibetaanse lama's naar India voor onderwijs, maar vooral om daar opnieuw voor Tibet nog onbekende, boeddhistische teksten te ontdekken en vanuit het Sanskriet te vertalen. Voorbeelden van hen zijn Marpa en Gampopa.
Hun activiteiten leidden tot de stichting van nieuwe georganiseerde tradities binnen het Tibetaans boeddhisme, zoals de kadampa, sakya en veel varianten binnen de kagyüschool.
Het gevolg was, dat het beheersen van het juiste ritueel en zelfkennis niet langer voldoende was om als lama voldoende status te verkrijgen. Het was voor de lama en de nieuwe beweging die hij vertegenwoordigde essentieel om de beschikking te hebben over direct uit India afkomstige teksten.

## Nyingma en bön
De twee oudere religieuze bewegingen in Tibet, de nyingma en bön, moesten dus een methode vinden om gelijktijdig een deel van de nieuwe invloeden te kunnen opnemen met behoud van hun eigen veel oudere traditie.In toenemende mate claimden die dan ook vanaf medio 11e eeuw nieuwe openbaringen te hebben gevonden in de vorm van gevonden teksten en religieuze voorwerpen. In de traditie van de bön werden deze teksten in twee periodes van vervolging verborgen, waarvan de laatste vanaf eind 8e eeuw dateert.
In de böntraditie begint de herontdekking van de teksten in de 11e eeuw. Net zoals bij ontdekking van terma in de nyingmatraditie van het Tibetaans boeddhisme werden ontdekkingen in de overlevering vaak begeleid en omringd door visioenen waarin bovennatuurlijke wezens de plek onthulden waar de tekst verborgen was. In de uitgebreide religieuze literatuur van de bön is het grootste deel afkomstig van deze terma.
Beide tradities claimen overigens de mogelijkheid dat een terma ontdekt wordt in het hoofd van de tertön, wat mogelijk het dichtst bij de realiteit komt. Geleidelijk vormden deze teksten uiteindelijk een Bön-canon, de bön-kangyur qua omvang ook vergelijkbaar met de Tibetaans boeddhistische canon, die ook de kangyur wordt genoemd. In historisch opzicht zijn die termateksten vooral geschreven in de periode 1050-1300 en de laatste termateksten van de bönpo-kangyur dateren eind 14e eeuw.

## Terma-literatuur

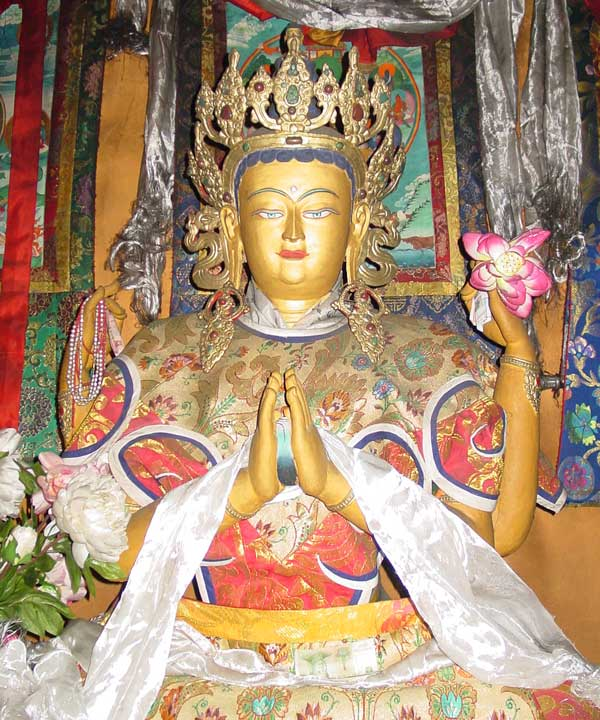
Chenrezig

In de nyingmatraditie is Nyangral Nyima Öser (1124-1196) de eerste echt belangrijke tertön. Zijn belangrijkste vondst is de Koperen eiland biografie. Hierin wordt de herinnering aan de tijd van het Tibetaanse rijk uit de 7e en 8e eeuw getransformeerd tot de legende dat de koning Songtsen Gampo de aanwezigheid op aarde was van Chenrezig en zijn Chinese (Wencheng) en Nepalese (Bhrikuti) echtgenoten die van de godin Tara. Het is hier, dat Padmasambhava tot de figuur van de Goeroe Rinpoche, de tweede Boeddha voor alle Tibetanen wordt.
Deze elementen worden verder versterkt in de openbaringen van Orgyen Lingpa, een tertön die het zogenaamde Testament van Pema en de Collectie van de vijf testamenten schreef of samenstelde.
Net zoals een ander beroemd voorbeeld van terma literatuur, het Tibetaans dodenboek, zijn deze werken in historische zin in de 14e eeuw geschreven.
In de literatuur van de bön zijn beroemde terma een aantal biografieën over het leven van Tönpa Shenrab, de veronderstelde stichter van die religie. Het betreft de Dodu (mDo-'dus, het Epitome van Aforismes); het tweede bestaat uit twee delen en heet de Zermig (gZer-mig, het Allesdoordringende Oog ). Het betreft teksten die in de 10e en 11e eeuw zijn samengesteld en geschreven.

## Tibetaanse kritiek op authenticiteit van termateksten
Ook in het historische Tibet zelf was er vanaf de twaalfde eeuw al hevige  kritiek op de veronderstelde authenticiteit van deze termateksten. De gelughistoricus Sumpa Yeshe Peljor schrijft bijvoorbeeld eind 18e eeuw.
 Het is gemakkelijk te bewijzen dat zij (Padmasambhava en de andere meesters uit de 8e eeuw) zelfs maar niet een fractie geschreven kunnen hebben van de oude doctrines die nu nog in dit land van de sneeuw aanwezig zijn, zoals (volgt een hele opsomming van titels). Deze oude doctrines werden pas veel later aan Padmasambhava toegeschreven. De zogenaamd beroemde oude vertalingen en de geestesterma werden geschreven door talloze bedriegers, die deze verhalen af en toe mengden met wat woorden van de Veroveraar op een wijze zoals het hen uitkwam. Iedereen die een beetje gestudeerd heeft en naar die teksten kijkt, zal dat zien.